# Tamarix sarenensis
Tamarix sarenensis är en tamariskväxtart som beskrevs av M. Qaiser. Tamarix sarenensis ingår i släktet tamarisker, och familjen tamariskväxter. Inga underarter finns listade.